# Kaiserlift Kufstein

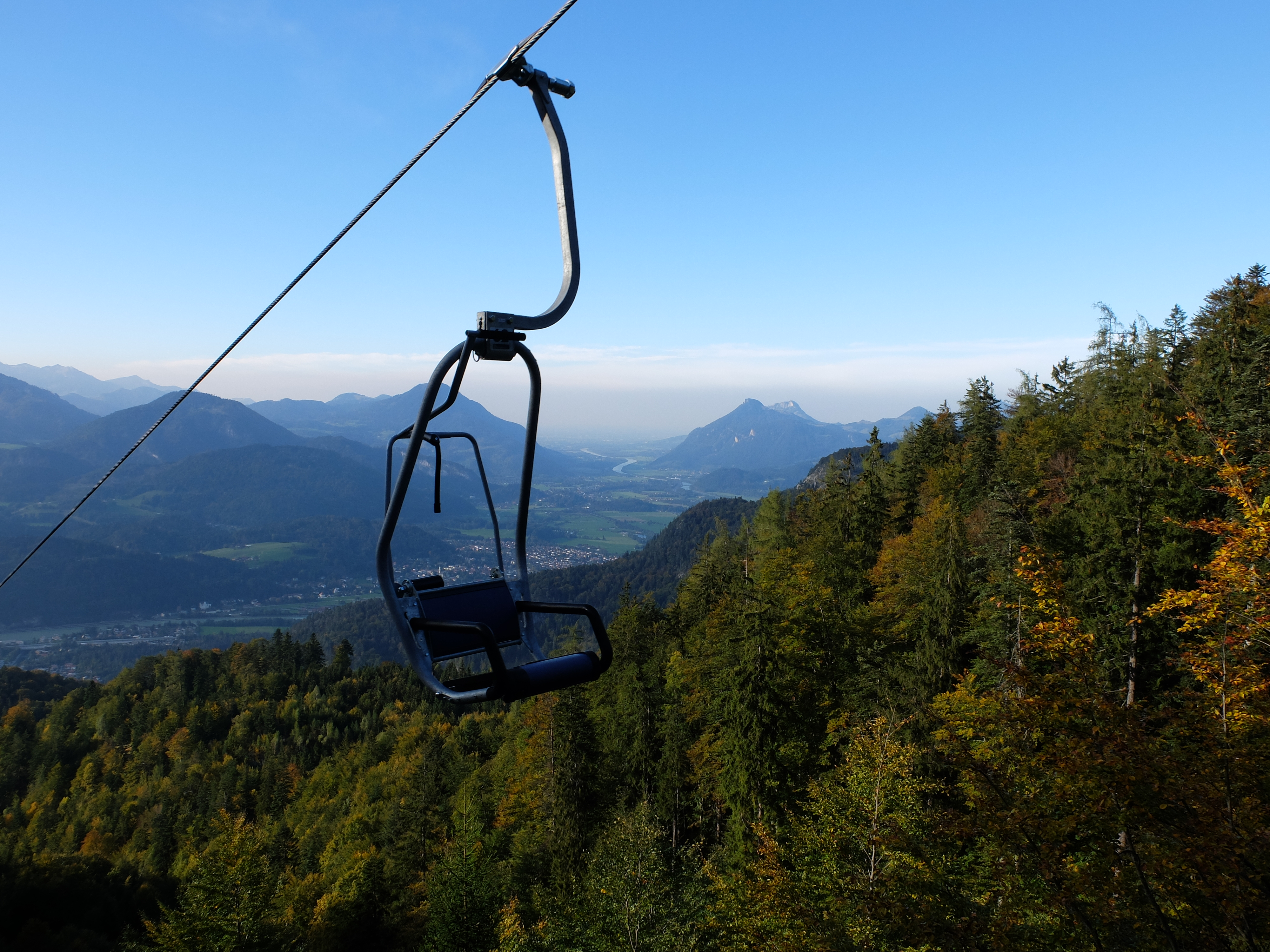
Kaiserlift (2015)

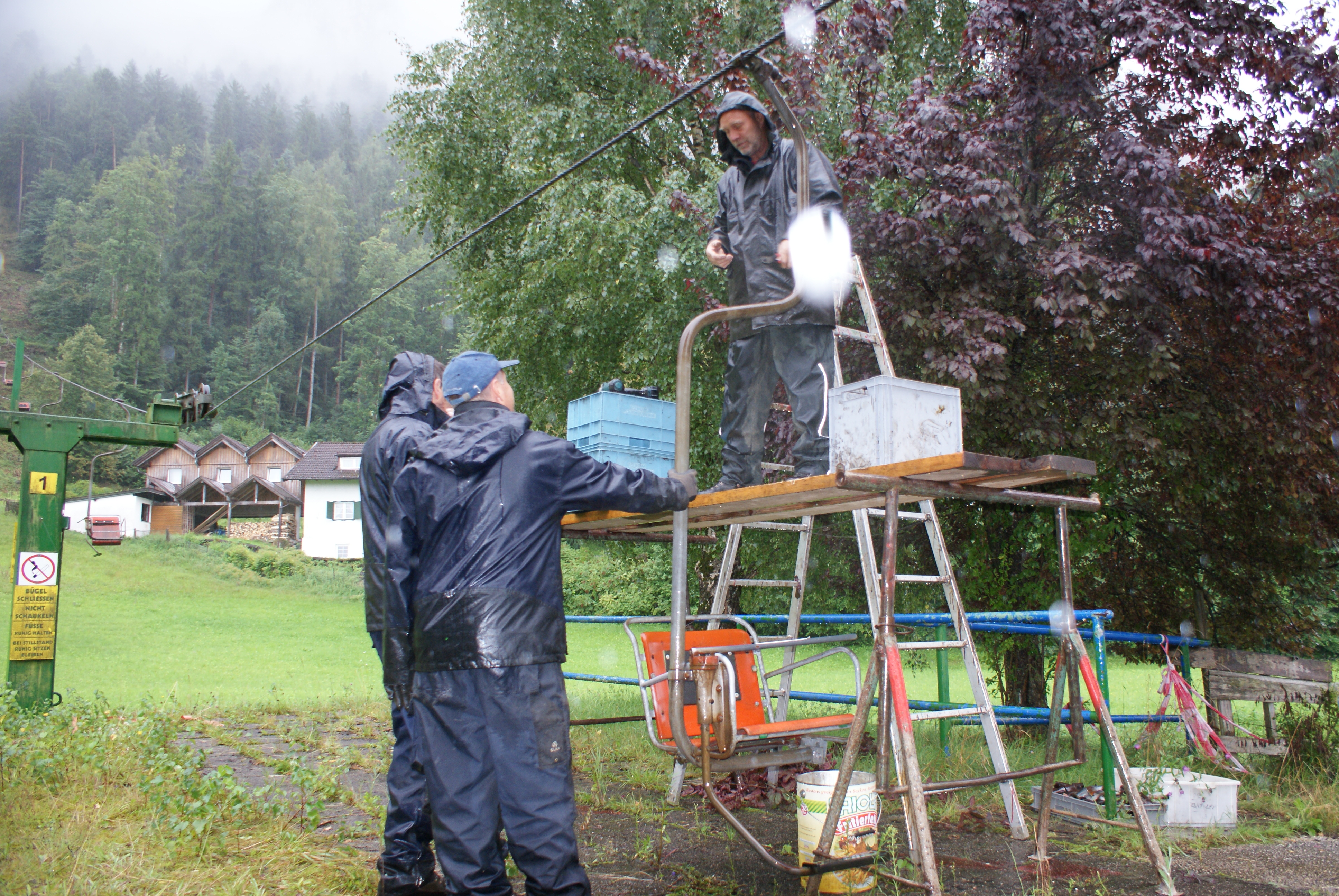
Auftakt zur Runderneuerung: Die alten Sessel werden entfernt. (2014)

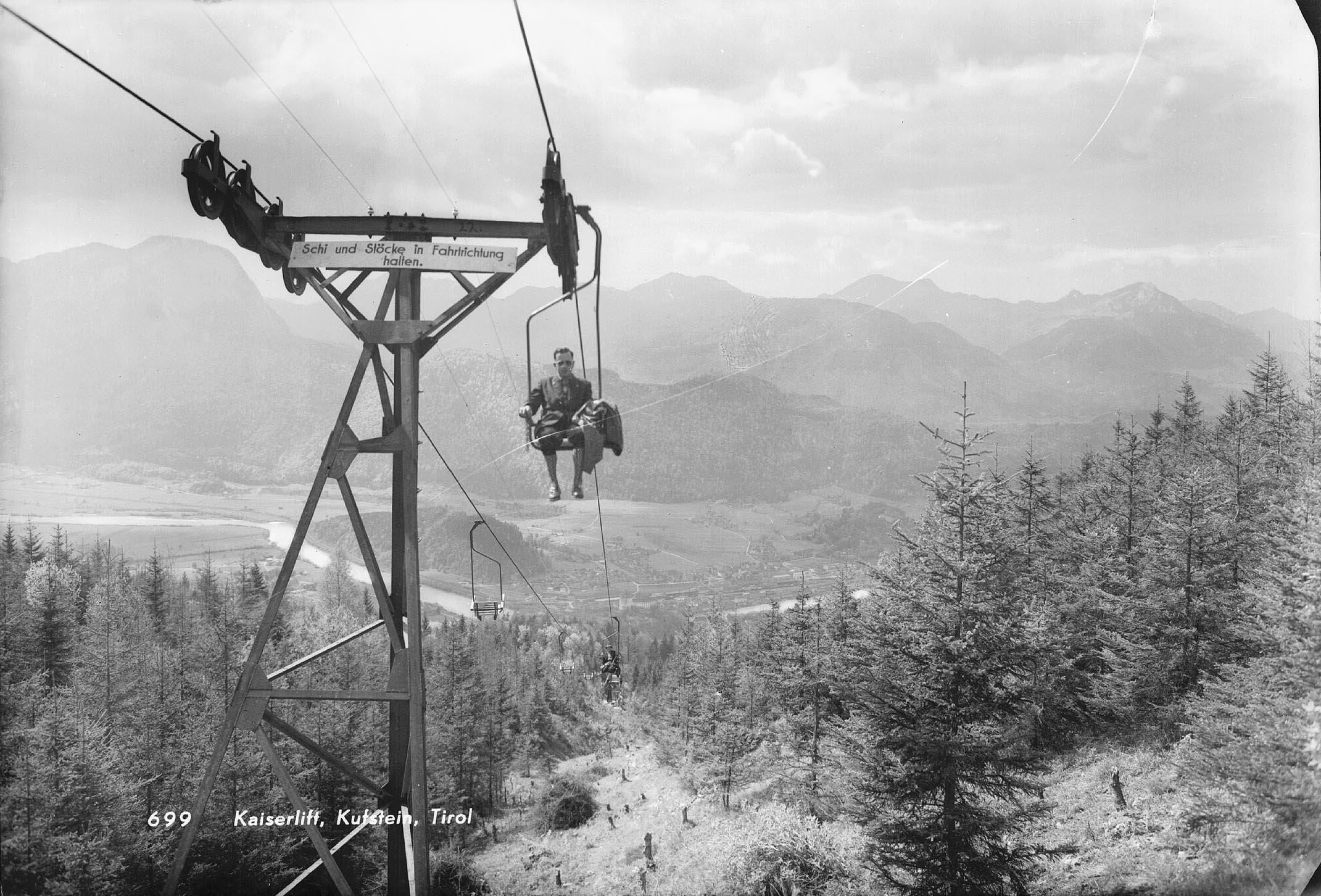
Alter Kaiserlift (1952–1996)

Der Kaiserlift Kufstein ist ein Sessellift, der von der Talstation im Kufsteiner Ortsteil Sparchen in 500 Metern Meereshöhe über die Mittelstation bei der Duxer Alm (896 m) zur Bergstation Brentenjoch (1256 m) am Jahnhügel führt. Die Liftanlage befindet sich am Stadtberg von Kufstein. Der Kaiserlift erleichtert als Bergbahn den Aufstieg an den Fuß der Gipfelkette Wilder Kaiser.
Betreiber des Liftes sind die Stadtwerke Kufstein, eine 100-prozentige Tochter der Stadtgemeinde Kufstein. Unterstützt werden diese durch die Bergbahnen Wilder Kaiser (Ellmau-Going), welche für den technischen Betrieb verantwortlich zeichnen und auch den Großteil des Personals bereitstellen. 
Im Mai 2015 wurde die Architektur der Stationen des Kaiserlifts umfassend saniert. Die Gestaltung und Umsetzung der Sanierung wurden von Architekten Adamer°Ramsauer, Kufstein geleitet.

## Sanierung und Architektur
Die Architekten Adamer°Ramsauer legten Wert auf die Einführung eines einheitlichen Architekturstils über alle drei Stationen hinweg – Talstation, Mittelstation und Bergstation. Die Sanierung zielte darauf ab, einen der letzten einstufigen Sessellifte Österreichs optisch aufzuwerten und ihm ein modernes Erscheinungsbild zu verleihen.
Besonders hervorzuheben ist die Talstation, bei der eine vorgesetzte Fassade angebracht wurde, um dem bestehenden Bauwerk einen modernen Look zu verleihen und es zu erhalten. Durch die Fassadengestaltung wird das Bestandsgebäude geschützt und ist dennoch bei genauer Betrachtung sichtbar, was eine interessante Verbindung zwischen historischer Substanz und zeitgemäßer Architektur schafft. Zudem wurde eine integrierte Beleuchtung in die Holzfassade integriert, die für eine stimmungsvolle Atmosphäre sorgt und die Architektur effektvoll in Szene setzt.
Der Kaiserlift hat eine Beförderungskapazität von bis zu 300 Personen pro Stunde und transportiert neben Fahrgästen auch Mountainbikes und Rodeln. Er bietet sowohl Berg- als auch Naturfreunden einen komfortablen Zugang zum Kaisergebirge und trägt damit wesentlich zur Attraktivität der Region bei.

## Entwicklung
Der ursprüngliche Lift befand sich in der Pienzenauer Straße, beim heutigen „Motorikpark“, etwa 2 Kilometer südöstlich des heutigen Liftes und wurde am 8. Dezember 1952 eröffnet. Die Bergstation befand sich auf dem 1128 m hohen Stadtberg direkt neben dem damals ebenfalls neu errichteten Berggasthof Aschenbrenner. Nach der Schließung des Skigebiets am Steinberg und zunehmenden Beschwerden der Anrainer wurde der Liftbetrieb im Jahr 1994 eingestellt. Zwei Jahre später erfolgte die Demontage. Übrig geblieben sind die Talstation, welche aufwendig renoviert wurde, und die Bergstation.
Der heutige Kaiserlift (früher Sessellift Wilder Kaiser) wurde 1970 erbaut und nahm 1971 den Betrieb auf. Er galt damals als bessere Verbindung zum Skigebiet am Steinberg, da sich die Talstation eines weiteren 1er-Sesselliftes, des Brentenjochlifts (1963–1998), genau unterhalb der Bergstation neben der Brentenjochalm befand. Die Stationsgebäude dieses alten Lifts wurden 2019 abgetragen.
Aus technischen Gründen wurde der Betrieb des alten Kaiserliftes (zuletzt nur im Sommerbetrieb als Wanderlift) mit Ende der Saison 2011 eingestellt. Nach der Übernahme durch die Stadtwerke Kufstein begann im Jahr 2014 eine umfassende Sanierung und der Umbau des Liftes. Antriebe und Stützen wurden saniert, die Seile, Rollenpakete und Sessel vollständig erneuert. Die Inbetriebnahme des sanierten Liftes erfolgte plangemäß am 1. Mai 2015. Seither trägt die Anlage den Namen „Kaiserlift“ und ist wieder täglich von Anfang Mai bis Ende Oktober jeden Jahres in Betrieb. Die Bergstation befindet sich am Fuße der Gipfelkette des Wilden Kaisers auf einem Hochplateau. Neben den Gastronomiebetrieben und Almen (Berghaus Aschenbrenner, Weinbergerhaus, Kaindlhütte) entstand hier ein Ausflugsziel mit Kraftplätzen, Ruhe- und Aussichtspunkten.